# Hogna himalayensis
Hogna himalayensis là một loài nhện trong họ Lycosidae.
Loài này thuộc chi Hogna. Hogna himalayensis được Frederick Henry Gravely miêu tả năm 1924.